# Калинино (Омский район)
Калинино — село в Омском районе Омской области России. Административный центр Калининского сельского поселения.

## География
Населённый пункт находится на юге центральной части Омской области, в лесостепной зоне, в пределах Барабинской низменности, на расстоянии примерно 20 километров (по прямой) к юго-востоку от посёлка Ростовка, административного центра района. Абсолютная высота — 113 метров над уровнем моря.

## История
В 1927 году в Серебряковском сельсовете членами Омского отделения ОЗЕТ был образован посёлок который и дал начало современному селу Калинино. В посёлке было организовано три ТОЗа «Труженник», «Равенство» и «Самодеятель». Инициаторами поселка и первыми руководителями ТОЗов были М. И. Шерман, Д. А. Штейн и А.Пельменштейн.

## Население
| 2006 | 2010  |
| ---- | ----- |
| 1462 | ↘1336 |

Гендерный состав
По данным Всероссийской переписи населения 2010 года в гендерной структуре населения мужчины составляли 46,5 %, женщины — соответственно 53,5 %.
Национальный состав
Согласно результатам переписи 2002 года, в национальной структуре населения русские составляли 82 % из 1405 чел.

## Улицы
Уличная сеть села состоит из тринадцати улиц.